# 布拉金區
布拉金區（羅馬化：Braginskiy rayon）是白俄羅斯東南部戈梅利州的一個區，行政中心为布拉金，面積1,960.46平方公里，2009年人口14,211，人口密度每平方公里7.27人。